# Zwei Konzertetüden
Deux études de concert
Zwei Konzertetüden (« Deux études de concert »), S.145, est un diptyque pour piano composé par Franz Liszt en 1862.
Il est composé de Waldesrauschen (« Murmures de la forêt ») et de Gnomenreigen (« Danse des gnomes »). Le premier est connu pour son imitation des bruits de la forêt, le second pour son alternance entre passages rapides, difficiles techniquement, et passages plus lents imitant les sons des gnomes.

## Enregistrements
Le pianiste et compositeur russe Sergueï Rachmaninov a enregistré Gnomenreigen[réf. nécessaire].